# パワーパフボーイズ
パワーパフボーイズ（Power Puff Boys）とは、AO（アオ）、KAN（カン）、naoto（ナオト）からなる男性3人組ダンスグループ・振付師である。プロダクション尾木所属。
ピンクの衣装をトレードマーク、「呼ばれた時点でウチらの勝ち」を自己紹介のキャッチフレーズとしている。
2018年結成。元々それぞれがバックダンサーや振付師としての経歴を持っており、共通の知り合いを通じて縁を持つに至った。3人でイベントに出場する際、成り行きでユニット名を「パワーパフボーイズ」とし、名称を変えることなく現在に至る。

## 振付作品

### MV振付
あの
ちゅ、多様性。（2022年）
許婚っきゅん（2024年）
SEKAI NO OWARI
Habit（2022年）
NMB48
渚サイコー!（2023年）
WEST.
POWER（2022年）
まぁいっか!（2024年）
ももいろクローバーZ
ももクロ×フマキラー『走れ！-PLAY ACTIVE！2022 ver.-』ミュージックビデオ（2022年）

### アニメーション振付
- 映画『きみの色』劇中歌「水金地火木土天アーメン」振付（2024年）